# ニュージェネラルカタログ天体の一覧
ニュージェネラルカタログ天体の一覧（―のいちらん）は、ニュージェネラルカタログに掲載された銀河、星雲、星団の一覧を、番号順に一覧にしたものである。ニュージェネラルカタログには全部で7840個の天体が掲載されており、数が膨大であるため、複数のページに分割している。
- ニュージェネラルカタログ天体の一覧 (1-1000)
- ニュージェネラルカタログ天体の一覧 (1001-2000)
- ニュージェネラルカタログ天体の一覧 (2001-3000)
- ニュージェネラルカタログ天体の一覧 (3001-4000)
- ニュージェネラルカタログ天体の一覧 (4001-5000)
- ニュージェネラルカタログ天体の一覧 (5001-6000)
- ニュージェネラルカタログ天体の一覧 (6001-7000)
- ニュージェネラルカタログ天体の一覧 (7001-7840)